# Emil Bodnăraș
Emil Bodnăraș (10. února 1904, Iaslovăț – 24. ledna 1976, Bukurešť) byl vlivným komunistickým politikem, vojenským činitelem a tajným sovětským špiónem. Hrál tudíž významnou roli v dějinách komunistického Rumunska.
Narodil se v obci Iaslovăț v oblasti Bukovina. Otec byl Ukrajinec, matka německé národnosti. Studoval na Vojenské akademii v Bukurešti (1923) a po jeho převelení do Bessarabiské pevnosti byl osloven komunisty, a stal se tak roku 1931 špiónem. Díky své funkci mohl sovětskou stranu informovat o důležitých vnitřních záležitostech Rumunska. Nešťastnou shodou okolností byl odhalen a odsouzen k desetiletému žaláři. Ven se ovšem dostal roku 1942, vstoupil do strany, a setrvával v ní po boku Gheorghiu-Deje.
V jeho vládě zastával funkci ministra obrany.
Po smrti Gheorghiu-Deje měl osobní zásluhu na jmenování Nicolae Ceaușesca novým rumunským vůdcem, kterému rovněž velice oddaně sloužil.
V rozmezí let 1976–1996 neslo město Milișăuți jeho jméno.